# Aitziber Garmendia
Aitziber Garmendia (Zaldibia, Guipúscoa, 10 de desembre de 1982) és una actriu basca, també presentadora de televisió, i que actualment, entre altres projectes, condueix el programa Batek Daki (Qui sap!) a la cadena basca de televisió ETB1, que emet en èuscar.
A més d'haver pres part en diverses pel·lícules cinematogràfiques (entre les quals la reeixida Ocho apellidos vascos), també és habitual en el teatre, una de les seves grans passions i on va començar la seva carrera com a actriu.

## Biografia
Ja de jove, Aitziber Garmendia va començar al teatre amb el grup de teatre de Beasain. Va debutar amb Hitz egin dezagun sexuaz (Parlem de sexe) de Dario Fo, representada en basc.
Encara que, com ella mateixa declara, és simplement actriu, també ha presentat algun programa televisiu amb gran èxit, com Batek Daki, en el qual encaixa perfectament el seu paper d'actriu.
Actualment col·labora al programa basc Gure kasa al costat dels germans tolosarres Antton i Julen Telleria. Continua treballant al món de l'espectacle. El 2018 va treballar en un teatre d'èxit anomenat Erlauntza.

## Treballs

### Teatre (selecció)
- 2018. Erlauntza. Un grup d'amigues de la infància acudeix a una casa rural per celebrar el comiat de soltera d'una d'elles. Però els anys no passen debades i encara que sentin un vincle molt fort entre elles, res no és el que era; o sí…
- 2016. Representació especial a Sant Sebastià de Somni d'una nit d'estiu (2016), de William Shakespeare, al costat de Gorka Otxoa i altres.[6][7]
- 2014. La Calma mágica, comèdia dirigida per Alfredo Sanzol i en la qual Aitziber representa dos papers diferents al mateix temps.[4] Amb els actors Sandra Ferrús, Martxelo Rubio, Aitor Mall, Mireia Gabilondo i Iñaki Rikarte[8] (companyia Tanttaka Teatro), amb música d'Iñaki Salvador.
- 2014. El tipo de la tumba de al lado, amb Iker Galartza, basada en una novel·la de l'escriptora Katarina Mazetti (companyia Tanttaka Teatro).[9][10]
- 2011. Baginaren bakarrizketak (Monòlegs de la vagina), amb Ainhoa Garai.[11]
- Hitz egin dezagun sexuaz (Parlem de sexe)
- Historias terraterrestres
- Irrikitan
- Xomorroak
- La domadora de fieras
- Mujeres en sus camas
- Emakumeak izarapean
- Arrainen bazka
- Wilt
- Kafka eta panpina bidaiaria

### Televisió (selecció)
- 2017-actualment. Gure Kasa, amb Julen Telleria i Antton Telleria, entre d'altres.[12]
- 2017. Euskalduna naiz, eta zu? (Sóc basc, i tu?). Programa sobre la idiosincràsia basca de ETB1
- Mi querido Klikowsky
- Martin
- Sorginen laratza (L'olla de les bruixes)
- Irrikitan (Amb ganes)
- Gazte sariak (Premis Gazteak)
- Finlandia
- El extraño anfitrión
- Zuek hor eta gu hemen (Vosaltres allà i nosaltres aquí) per ETB1
- Zuek hor! (Vosaltres aquí) per ETB1[13]
- Qué vida más triste (Episodi "Media Naranja")
- Allí abajo (Episodi "La herencia")
- Muertos S.L.

### Cinema
- Sukalde kontuak
- Mugaldekoak
- Ocho apellidos vascos
- El extraño anfitrión
- Alaba Zintzoa
- Txarriboda
- La matanza